# Костёнковское сельское поселение
Костёнковское се́льское поселе́ние — упразднённое муниципальное образование Новокузнецкого муниципального района Кемеровской области России. Расположено в западной части Новокузнецкого муниципального района.
Административный центр — село Костёнково.

## Населённые пункты
На территории прежнего сельского поселения расположены:
- село Костёнково,
- посёлок Алексеевка,
- посёлок Ананьино,
- посёлок Апанас,
- село Берёзово,
- посёлок Верх-Кинерки,
- посёлок Красный Холм,
- деревня Мостовая,
- посёлок Новый Урал,
- деревня Таловая.

## Администрация поселения
Администрация Костёнковского сельского поселения расположена в селе Костёнково по адресу Центральная ул., д. 12б. Телефоны: +7 (3843) 55-27-42, 55-27-44, 55-27-83.